# Diadegma valesiator
Diadegma valesiator là một loài tò vò trong họ Ichneumonidae.